# شایینتسه
شایینتسه (به صربی: Šajince) یک منطقهٔ مسکونی در صربستان است که در ترگوویشته واقع شده‌است. شایینتسه ۹۰ نفر جمعیت دارد.